# Djemaa Beni Habibi
Djemaa Beni Habibi (em árabe: الجمعة بنى حبيبى) é um município localizado na província de Jijel, Argélia. Segundo o censo de 2008, a população total da cidade era de 14 652 habitantes.